# NGC 2360
NGC 2360 (também conhecido como Aglomerado de Caroline) é um aglomerado aberto na direção da constelação de Canis Major. O objeto foi descoberto pela astrônoma Caroline Herschel em 1783, usando um telescópio refletor com abertura de 4,2 polegadas. Devido a sua moderada magnitude aparente (+7,2), é visível apenas com telescópios amadores ou com equipamentos superiores. 